# Диме Янов – Димкар
Диме Гьорчев Янов (Янев) – Димкар е български възрожденец от Македония. Прилепски летописец и стихотворец. Училищен настоятел. Баща на Христо Димкаров.

## Биография
Диме Янов – Димкар от Прилеп е по занятие терзия. Известен е с летописните бележки за исторически събития, на които е свидетел, и със съхраняваните от него много стари български възрожденски печатни издания.
Сред книгите му са първият превод на Евангелието на новобългарски език, направен от Неофит Рилски (1840), творбата на Йоаким Кърчовски „Повест ради страшнаго и втораго пришествия Христова“ (1814), творбите на Кирил Пейчинович „Огледало“ (1816) и „Утешение грешним“ (1840). По белите страници на притежаваното от него Евангелие и по белите полета той отбелязва събития от живота в Прилеп: срещи на видни граждани с българския пелагонийски митрополит Григорий (23 декември 1897), подробно описание на посрещането на владиката в 1898 година и други, а също и възторжени стихотворения за победите на българските войски (по повод освобождението на Прилеп в 1915 година).
Част от описанието на посрещането на митрополит Григорий в Прилеп през септември 1897 г.:
| „ | ...Во царуваньето на султан Абдул Хамида втори, во 1897 г. 23 секемврия, 50-60 души от богатите и еснавите от утро отидоха во Битола на пречек на първиот Български метрополит пелагонийски Григория, прежде Охридски. Заедно со битолските българи беха излегле надвор от Битола на пречек и пр. и пр. | “ |

В поемата си за освобождението на Прилеп от сръбска власт в 1915 г. той пише:
| „ | Весел се усещам братята да посрещам. Айде и вие, другари, да посрещаме нашите българи... Бог помощ ни прати, нема сърбинот да се врати... Да живее цар Фердинанд наши най-скапоценен диамант. А Ти, княже Борисе, радуй се и весели се. | “ |

Синът му Христо Димкаров е един от първите български фотографи в Македония.